# Alitta succinea
Alitta succinea — вид морських анелід з родини Nereididae. Поширений в морських водах Європи і Північно-західної Атлантики, а також в Менській затоці і біля Південної Африки. Сягає довжини 15 см. Відіграє значну роль у живленні багатьох риб.